# 丹納布羅格群島
丹納布羅格群島（德語：Dannebrog-Inseln）是南極洲的群島，屬於威廉群島的一部分，處於沃沃曼斯群島和韋德爾群島之間，由德國探險隊發現和命名，現時由南極條約體系管理。